# Marica Gregorič Stepančič
Marica Gregorič Stepančič, slovenska pisateljica, prevajalka in publicistka, * 2. december 1874, Škedenj, Avstro-Ogrska, † 16. februar 1954, Trst, Svobodno tržaško ozemlje.

## Življenjepis
Rodila se je v družini mesarja Mihaela in perice Marije Gregorič rojene Hrovatič. Slovensko ljudsko šolo je v letih 1882−1886 obiskovala v Škednju, nemško meščansko šolo v Trstu (1886-1891) ter slovensko učiteljišče v Gorici (1891-1895). Leta 1895 je maturirala, po končanem šolanju je več let poučevala na Katinari in drugih šolah v tržaški okolici, nazadnje pa v Škednju (1906-1917), ko je po poroki s Gracijanom Stepančičem učiteljski poklic opustila, saj je verjela, da težka učiteljska služba in družinsko življenje nista združljiva. V tem času se je posvetila aktivistični in publicistični dejavnosti, med letoma 1921 in 1923 pa je celo izdajala ženski mesečnik Jadranka, Glasilo zavednega ženstva, ki ga je leta 1923 preimenovala v Glasilo odločnih in neustrašnih. Po vzponu fašizma na oblast se je umaknila iz javnega življenja in se znova posvetila vzgoji in izobraževanju slovenske mladine.
Zaradi svoje javne narodno zavedne drže je bila večkrat kazensko premeščena v bolj odročne kraje. Vsako poletje je izkoristila za potovanja in je že kot mlada ženska obiskala skrajni sever Evrope, pa tudi Severno Afriko in dele Azije. Svoje izkušnje je predajala učencem, do katerih je bila stroga. Še posebej stroga je bila do deklet, saj je verjela, da potrebujejo dobro pripravo na življenje v javnosti in globljo narodno zavest kot dečki.

## Pisateljevanje
Marica je s pisanjem začela že na učiteljišču, ko je v letih 1894 in 1895 v dunajski reviji Vesna objavila več kratkih člankov. Tu jo je literarno spodbujal profesor Viktor Bežek. Najprej je pisala pesmi, črtice, kratke igrice in zgodbe ter potopise in jih objavljala v raznih listih (Edinost, Jutro, Ljubljanski zvon, Rdeči prapor, Zarja in ameriški Glas svobode), največ pa v Jadranki, kjer je bila izdajateljica, urednica in glavna sodelavka. V prvem obdobju njenega ustvarjanja je pisanje pesmi v ospredju. Pod različnimi psevdonimi (Ksenja, Vanda, Mara) je objavila okoli 25 pesmi. V tem obdobju je objavila tudi več člankov z različno tematiko (npr.: Spalnica za otroke in njihovo spanje ali O značaju in dobrem čtivu in vrsto drugih). Posebno mesto v njenem literarnem snovanju zavzema zgodovinska drama v petih dejanjih Veronika Deseniška, ki jo je Gregoričeva ponudila Slovenski matici pod naslovom Zagorski biser, vendar je ta ni sprejela. Avtorica jo je nato ponudila Slovenskemu gledališču v Trstu, ki jo je odigralo 30. aprila 1911 že pod naslovom Veronika Deseniška. Drama je literarno zgodovinsko brez posebne vrednosti, vendar pa je zanimiv slovenski literarni dokument o slovstvenih in političnih vplivih hrvaške književnosti na slovensko književnost ter o nekaterih motivnih inovacijah v literarni zasnovi Celjskih grofov. dramo je objavila tudi v svojem glasilu Jadranka, kjer je objavljala domoljubne pesmi in članke z narodno in zgodovinsko tematiko.
Kasneje je svoje politične članke, prozo in poezijo objavljala v tržaškem slovenskem dnevniku Edinost. Od leta 1912 je objavljala potopisne članke o svojih potovanjih v revijah Naša bodočnost ter Dom in svet.
Leta 1915 je napisala Slovensko-italijansko slovnico za Italijane, ki pa je bila natisnjena šele leta 1936. Leta 1918 je v samozaložbi izdala tudi Italijansko-slovensko slovnico za Slovence. Izšle so naslednje: Istruzione pratica di linguea e gramatica slovena (Trst 1916), Corso di lingua slovena ad uso degli italiani (Trst 1922), Gramatica slovena (Trst 1936), Slovensko italijanska slovnica (Cleveland 1922), Italijanska slovnica (Ljubljana 1941). V rokopisu pa je ostala Slovensko francoska vadnica. Kasneje je kot publicistka in pisateljica sodelovala tudi z različnimi revijami in listi, v katerih je objavljala svoje članke in prevajala iz francoščine, italijanščine, nemščine in ruščine, iz slednje predvsem dela Puškina in Tolstoja. Podpisovala se je z mnogo različnimi psevdonimi, med katerimi so znani Marica, Mara, Vanda, Škedenjka, Zagorka, Primorka, Ksenija, Rodoljubka, Tržačanka, Kraševka, Italska Slovenka, Vzgojiteljica, M. Stpč., Marja, Mihajlova, Mara in M. S. Gracijanova. 
Po njej je bila poimenovana osnovna šola pri Sv. Ani v Trstu.